# 征东等处行中书省

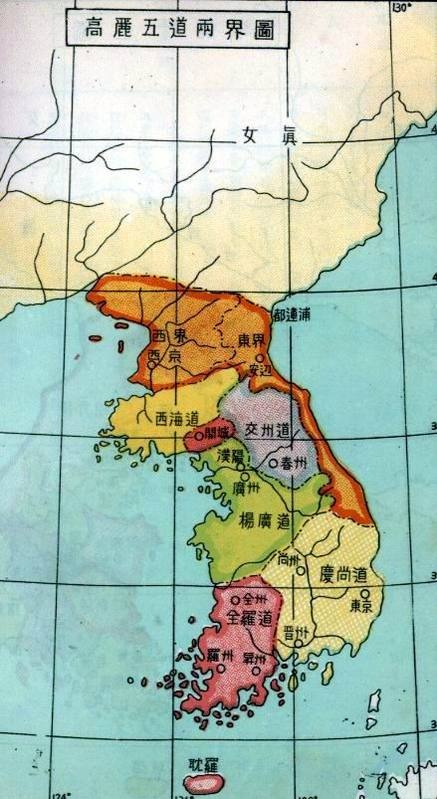
高丽五道两界图

征东等处行中书省，一般简称为征东行中书省或征东行省，又称日本行省或征日本行省，为元朝政府曾经在朝鲜半岛高丽王国设立的一个特殊的行中书省。与元朝其它的行中书省不同的是，征東行省次官左丞相由高丽国王兼任，自辟官属，且财赋不入都省。高丽国并没有因征东行省的设立而消失，保有自治。
高麗忠烈王即位後，開始與元朝聯姻。君主繼承人按照約定，必須在元大都長大，方可回高麗即位。高麗君主娶元朝公主為后，元朝則通過嫁到高麗的公主控制、干涉高麗朝政（元朝公主在高麗的地位比高麗國王還要高，可單獨見大臣、對事情有最後決定權）。高麗王抱怨自己等級比回鶻人低，元朝皇帝表示這是理所當然的，因為回鶻人在沒有抵抗的情況下很快就投降了。
元廷對於高麗國王及大臣握有彈劾、任免、處罰等權柄。如高丽忠惠王統治期間曾被元廷廢黜，復位後仍不改荒淫無道，於是元廷遣官兵至高麗逮捕之，押解至元大都，接受中書省、樞密院、御史臺、翰林院、宗正府等機構的審問，最終被流放至中國廣東的揭陽縣，其寵信的大臣亦被元廷逮捕入獄。元朝的御史臺亦曾彈劾高麗國官員高龍普作威作福、收受賄賂，元順帝便將其流放到了金剛山。
在忠烈王之前的高麗君主，死後都以廟號稱呼（「某祖」、「某宗」）。高麗成為元朝的附庸之後，元朝統治者認為這種做法對其統治構成威脅，將其終止。

## 背景
1271年元朝建立后，高丽向元朝臣服。随后，因日本拒绝臣服，元朝决定入侵日本。然而，1274年元朝对日战争（即文永之战）以失败告终。1279年，大元灭亡南宋后，为了准备再次进攻日本，元朝统治者忽必烈于1280年在高丽建立征东行省。然而在1281年，随着攻日战争（即弘安之战）的再次失败，忽必烈解散征东行省。1287年，元朝再次设立征东行省，并由高丽国王兼任征东行省丞相。后於元成宗年间再次废除征东行省，不过到了14世纪上半叶再度恢复，直到元朝灭亡。

## 历史
1231年，蒙古军进攻高丽；1258年，崔氏政权垮台，国王投降蒙古，高丽成为元朝的附庸国，保留国家自治权和自身文化。不服投降蒙古的三別抄义军发动抗蒙古战争，战争直至1273年才结束。
1280年，元朝为了再次东征日本，在朝鲜半岛设置征东行省（又称日本行省或征日本行省），在高丽首都开城派遣“达鲁花赤”监督高丽国政。1281年，随着进攻日本失败曾一度解散征东行省；1287年，复设征东行省，成为具有羁縻特点的特殊行政区建制，并以高丽国王兼任征东行省达鲁花赤（左丞相），直到1356年恭愍王在位的高丽朝廷革罷征东行省的理問所，才逐一恢復過往的編制取回统治权。
1313年，元仁宗下诏恢复科举，全国共在17个省级区域设17处乡试科场，按照不同的地方的人口和民族分配名额，从赴试者中选300名合格者次年二月到大都参加会试。值得注意的是，征东行省（高丽）也有乡试科场，并在300名乡试中选者中有3人的名额。
元英宗在位時（1320年—1323年）曾想废除征东行省後，改设类似其他行省的三韩行省。这一提案下发到中书省讨论，大臣王约表示反对，说：“高丽距离京师四千里，土地贫瘠，人民贫困，风俗杂尚，并非中原可比；万一改制无法推行下去，国力耗费在这上面不是国家的幸事，不如保留祖宗旧有的制度。”丞相赞同他的观点，向皇帝上奏不实施设立三韩行省的提案。高丽人知道这件事后，將王约的画像带回高丽设祠供奉，说：“使国祚不致断绝的是王公（王约）啊！”